# Постійні представники Грузії при Організації Об'єднаних Націй
Постійний представник Грузії при Організації Об'єднаних Націй — офіційна посадова особа, яка представляє Грузію в усіх органах Організації Об'єднаних Націй. Грузія член ООН з 31 липня 1992 року.

## Постійні представники Грузії при ООН
1. Петро Чхеїдзе (1992—2002)[1]
2. Реваз Адамія (2002—2006)[2]
3. Іраклій Аласанія (2006—2008)[3]
4. Олександр Ломая (2009—2013)[4]
5. Каха Імнадзе (2013 —)[5]